# Sundiusita
La sundiusita és un mineral de la classe dels sulfats. Rep el seu nom pel mineralogista suec Nils Gustaf Sundius (1886-1976), en reconeixement de les seves contribucions a la mineralogia de Långban, a Suècia. Aquest nom es va fer servir prèviament per a un hipotètic amfíbol, però el seu ús no va ser àmpliament reconegut.

## Característiques
La sundiusita és un sulfat de fórmula química Pb10(SO₄)O₈Cl₂. Va ser aprovada com a espècie vàlida per l'Associació Mineralògica Internacional l'any 1980, i publicada un any més tard. Cristal·litza en el sistema monoclínic. Es troba en forma d'agregats plomosos de cristalls que es solapen. La seva duresa a l'escala de Mohs és 3.
Segons la classificació de Nickel-Strunz, la sundiusita pertany a «07.B - Sulfats (selenats, etc.) amb anions addicionals, sense H₂O, amb cations grans només» juntament amb els següents minerals: sulfohalita, galeïta, schairerita, kogarkoïta, caracolita, cesanita, aiolosita, burkeïta, hanksita, cannonita, lanarkita, grandreefita, itoïta, chiluïta, hectorfloresita i pseudograndreefita.

## Formació i jaciments
Va ser descoberta a finals de la dècada dels 70 a Långban, localitat que pertany a Filipstad, Värmland (Suècia). També ha estat descrita en altres dos indrets: a Letmathe, a Rin del Nord-Westfàlia (Alemanya), i a Wanlockhead, a Dumfries i Galloway (Escòcia).